# クルーズ会社の一覧
クルーズ会社の一覧とは、クルーズ会社を一覧にしたものである。
| 会社名                                                                                             | 状態           | 本社                               | 備考                                                                |
| -------------------------------------------------------------------------------------------------- | -------------- | ---------------------------------- | ------------------------------------------------------------------- |
| アメリカン・クラシック・ボイジャー                                                                 | 現存しない     | アメリカ合衆国                     | 破産                                                                |
| アイーダ・クルーズ                                                                                 | 現存           | ドイツ                             | カーニバル・コーポレーションの傘下                                  |
| アメリカン・クルーズライン                                                                         | 現存           | アメリカ合衆国                     |                                                                     |
| アザマラ・クラブ・クルーズ                                                                         | 現存           | アメリカ合衆国                     | ロイヤル・カリビアン・クルーズの傘下                                |
| バルティック・シッピング・カンパニー                                                               | 現存しない     | ソビエト連邦                       |                                                                     |
| ビルカ・クルーズ                                                                                   | 現存           | フィンランド                       |                                                                     |
| カーニバルクルーズライン                                                                           | 現存           | アメリカ合衆国                     | カーニバル・コーポレーションの傘下                                  |
| CDF クルーズ・デ・フランス                                                                         | 現存           | フランス                           | ロイヤル・カリビアン・クルーズの傘下                                |
| セレブレーション・クルーズライン                                                                   | 現存           | アメリカ合衆国                     |                                                                     |
| セレブリティ・クルーズ                                                                             | 現存           | アメリカ合衆国                     | ロイヤル・カリビアン・クルーズの傘下                                |
| カンドリス・クルーズ                                                                               | 現存しない     | ギリシャ                           |                                                                     |
| クラシック・インターナショナル・クルーズ                                                           | 現存           | ポルトガル                         |                                                                     |
| クラブ・クルーズ                                                                                   | クルーズ業終了 | オランダ                           |                                                                     |
| コモドール・クルーズライン                                                                         | 現存しない     | アメリカ合衆国                     |                                                                     |
| コスタ・クルーズ                                                                                   | 現存           | イタリア                           | カーニバル・コーポレーションの傘下                                  |
| クラウン・クルーズライン                                                                           | 現存しない     |                                    |                                                                     |
| クルーズ・ウェスト                                                                                 | 現存しない     | アメリカ合衆国                     |                                                                     |
| クルーズ・アンド・マリタイムボイジャー                                                             | 現存           | イギリス                           |                                                                     |
| クリスタル・クルーズ                                                                               | 現存           | アメリカ合衆国                     |                                                                     |
| 郵船クルーズ                                                                                       | 現存           | 日本                               |                                                                     |
| キュナード・ライン                                                                                 | 現存           | イギリス                           | カーニバル・コーポレーションの傘下                                  |
| ディズニー・クルーズ・ライン                                                                       | 現存           | アメリカ合衆国                     |                                                                     |
| ドルフィン・クルーズライン                                                                         | 現存しない     | ギリシャ                           |                                                                     |
| イージー・クルーズ                                                                                 | 現存           | ギリシャ                           |                                                                     |
| イフォア                                                                                           | 現存しない     | フィンランド                       |                                                                     |
| ファーイースト・シッピング・カンパニー                                                             | クルーズ業終了 | ソビエト連邦                       |                                                                     |
| フェスティバル・クルーズ                                                                           | 現存しない     | ギリシャ                           |                                                                     |
| フィンライン                                                                                       | クルーズ業終了 | フィンランド                       |                                                                     |
| フレッド・オルセン・クルーズライン                                                                 | 現存           | イギリス                           |                                                                     |
| G.A.P アドベンチャーズ                                                                             | 現存           | カナダ                             |                                                                     |
| ハンブルク・アトランティック・ライン ゲルマン・アトランティック・ライン ハンゼアティック・ツアーズ | 現存しない     | ドイツ                             |                                                                     |
| ハパグロイド・クルーズ                                                                             | 現存           | ドイツ                             |                                                                     |
| ホーランド・アメリカライン                                                                         | 現存           | アメリカ合衆国 (以前は オランダ)   | カーニバル・コーポレーションの傘下                                  |
| ホーム・ラインズ                                                                                   | 現存しない     | イタリア                           |                                                                     |
| 沿岸急行船                                                                                         | 現存           | ノルウェー                         |                                                                     |
| インペリアル・マジェスティ・クルーズライン                                                         | 現存しない     | アメリカ合衆国                     |                                                                     |
| イベロ・クルーズ                                                                                   | 現存           | スペイン                           | カーニバル・コーポレーションと オリゾーニャ・コーポレーションの傘下 |
| アイランド・クルーズ                                                                               | 現存           | イギリス                           |                                                                     |
| イタリアン・ライン / イタリアン・クルーズ                                                          | 現存しない     | イタリア                           |                                                                     |
| クリスティーナ・クルーズ                                                                           | 現存           | フィンランド                       |                                                                     |
| ルイス・クルーズライン                                                                             | 現存           | キプロス                           |                                                                     |
| マジェスティ・クルーズライン                                                                       | 現存しない     |                                    |                                                                     |
| MSCクルーズ                                                                                        | 現存           | イタリア                           |                                                                     |
| ノルウェージャン・アメリカライン                                                                   | 現存しない     | ノルウェー                         |                                                                     |
| ノルウェージャン・カプリコーンライン                                                               | 現存しない     | オーストラリア                     |                                                                     |
| ノルウェージャン・クルーズライン                                                                   | 現存           | アメリカ合衆国 (以前は ノルウェー) |                                                                     |
| オーシャンスター・クルーズ                                                                         | 現存           | メキシコ                           |                                                                     |
| オーシャン・ヴィレッジ                                                                             | 現存しない     | イギリス                           |                                                                     |
| オーシャニア・クルーズ                                                                             | 現存           | アメリカ合衆国                     |                                                                     |
| オリエント・ラインズ                                                                               | 現存しない     | アメリカ合衆国                     |                                                                     |
| オリオン・エクスペディション・クルーズ                                                             | 現存           | オーストラリア                     |                                                                     |
| P&Oクルーズ                                                                                        | 現存           | イギリス                           | カーニバル・コーポレーションの傘下                                  |
| P&Oクルーズ・オーストラリア                                                                        | 現存           | オーストラリア                     | カーニバル・コーポレーションの傘下                                  |
| ピタ—・デイルマン・クルーズ                                                                        | 現存           | ドイツ                             |                                                                     |
| フェニックス・ライゼン                                                                             | 現存           | ドイツ                             |                                                                     |
| ポラールスター・エクスペディションズ                                                               | 現存           | カナダ                             |                                                                     |
| プレミア・クルーズライン                                                                           | 現存しない     | アメリカ合衆国                     |                                                                     |
| プリンセス・クルーズ                                                                               | 現存           | アメリカ合衆国                     | カーニバル・コーポレーションの傘下                                  |
| プルマントゥール・クルーズ                                                                         | 現存           | スペイン                           | ロイヤル・カリビアン・クルーズの傘下                                |
| Rファミリー・バケーションズ                                                                        | 現存           | アメリカ合衆国                     |                                                                     |
| リージェント・セブン・シーズ・クルーズ                                                             | 現存           | アメリカ合衆国                     |                                                                     |
| ルネッサンス・クルーズ                                                                             | 現存しない     | アメリカ合衆国                     |                                                                     |
| ロイヤル・カリビアン・インターナショナル                                                           | 現存           | アメリカ合衆国 (以前は ノルウェー) | ロイヤル・カリビアン・クルーズの傘下                                |
| ロイヤル・カリビアン・クルーズ                                                                     | 現存           | アメリカ合衆国                     |                                                                     |
| ロイヤルバイキングライン                                                                           | 現存しない     | ノルウェー                         |                                                                     |
| サリークルーズ                                                                                     | 現存しない     | フィンランド                       |                                                                     |
| シーボーン・クルーズライン                                                                         | 現存           | アメリカ合衆国                     | カーニバル・コーポレーションの傘下                                  |
| シルバーシー・クルーズ                                                                             | 現存           | アメリカ合衆国/ イタリア           |                                                                     |
| シットマー・クルーズ                                                                               | 現存しない     | イタリア                           |                                                                     |
| シリヤ・ライン                                                                                     | クルーズ業終了 | フィンランド                       |                                                                     |
| スター・クルーズ                                                                                   | 現存           | マレーシア                         |                                                                     |
| スワン・ヘレニック                                                                                 | 現存           | イギリス                           |                                                                     |
| スウェディッシュ・アメリカライン                                                                   | 現存しない     | スウェーデン                       |                                                                     |
| トムソンクルーズ                                                                                   | 現存           | イギリス                           |                                                                     |
| トランスオーシャン・ツアーズ                                                                       | 現存           | ドイツ                             |                                                                     |
| TUIクルーズ                                                                                        | 現存           | ドイツ                             | ロイヤル・カリビアン・クルーズと TUI AGの傘下                       |
| ユニワールド                                                                                       | 現存           | アメリカ合衆国                     |                                                                     |
| ヴァン・ゴーギャン・クルーズ                                                                       | 現存しない     | イギリス                           |                                                                     |
| バイキングライン                                                                                   | 現存           | フィンランド                       |                                                                     |
| ホワイト・スター・ライン                                                                           | 現存しない     | イギリス                           |                                                                     |
| ウィンドジャマー・ベアフット・クルーズ                                                             | 現存しない     | アメリカ合衆国                     |                                                                     |
| ウインドスター・クルーズ                                                                           | 現存           | アメリカ合衆国                     |                                                                     |